# Wouter van Pelt
Wouter van Pelt, né le 23 avril 1968 à Alphen-sur-le-Rhin, est un joueur néerlandais de hockey sur gazon.

## Palmarès
- Médaille d'or aux Jeux olympiques d'Atlanta en 1996
- Médaille d'or aux Jeux olympiques de Sydney en 2000[1]